# Nawals hemlighet
Nawals hemlighet (originaltitel: Incendies) är en kanadensisk dramafilm från 2010, skriven och regisserad av Denis Villeneuve, baserad på teaterpjäsen Scorched från 2003 av Wajdi Mouawad.
Filmen representerade Kanada vid Oscarsgalan 2011 i kategorin bästa icke-engelskspråkiga film, och blev officiellt nominerad. Priset vanns dock av den danska filmen Hämnden.

## Handling
Den kanadensiska advokaten Jean Lebel (Rémy Girard) har en sekreterare, Nawal Marwan (Lubna Azabal), som har immigrerat från Libanon. När hon avlider blir han hennes testamentsexekutor och träffar hennes nu två vuxna tvillingar, Jeanne (Rémy Girard) och Simon (Maxim Gaudette). I sin sista vilja har Nawal begärt att begravas naken med ansiktet vänt nedåt i en omärkt grav till dess tvillingarna genomfört varsitt uppdrag. Simon ska leta upp tvillingarnas bror och Jeanne ska leta upp deras far i Libanon.

## Medverkande i urval
- Lubna Azabal – Nawal Marwan
- Mélissa Désormeaux-Poulin – Jeanne Marwan
- Maxim Gaudette – Simon Marwan
- Rémy Girard – Jean Lebel
- Abdelghafour Elaaziz – Abou Tarek
- Allen Altman – notarie Maddad
- Mohamed Majd – Chamseddine
- Nabil Sawalha – Fahim
- Baya Belal – Maika
- Bader Alami – Nicolas